# Bathyaethiops breuseghemi
Bathyaethiops breuseghemi is een straalvinnige vissensoort uit de familie van de Afrikaanse karperzalmen (Alestidae). De wetenschappelijke naam van de soort is voor het eerst geldig gepubliceerd in 1945 door Poll.